# Perissus trabealis
Perissus trabealis là một loài bọ cánh cứng trong họ Cerambycidae.